# 1523
| 1523               |
| ------------------ |
| Dødsfald - Fødsler |
| • Begivenheder     |

| Gregoriansk kalender | 1523 MDXXIII            |
| Ab urbe condita      | 2276                    |
| Armensk kalender     | 972 ԹՎ ՋՀԲ              |
| Kinesiske kalender   | 4219 – 4220 壬午 – 癸未 |
| Etiopisk kalender    | 1515 – 1516             |
| Jødisk kalender      | 5283 – 5284             |
| Hindukalendere       |                         |
| - Vikram Samvat      | 1578 – 1579             |
| - Shaka Samvat       | 1445 – 1446             |
| - Kali Yuga          | 4624 – 4625             |
| Iransk kalender      | 901 – 902               |
| Islamisk kalender    | 929 – 930               |

Konge i Danmark: Christian 2. 1513-1523 og Frederik 1. 1523-1533
Se også 1523 (tal)

## Begivenheder

### Januar
- 20. januar - De jyske rigsråder sender et opsigelsesbrev til Christian 2.[1]

### Februar
- 10. februar - Ifølge en fortælling sejler Christian 2. flere gange frem og tilbage over Lillebælt ved Høneborg Slot. Fortællingen er gengivet i fiktionsform i det centrale kapitel Kongen falder i Johannes V. Jensens roman Kongens Fald.[2]

### Marts
- 26. marts - Frederik 1. hyldes som konge på Landstinget i Viborg.

### April
- 13. april - Christian 2. opgiver sin kamp mod adelen og forlader Danmark ledsaget af sin familie, rådgiveren Mor Sigbrit og Malmøs borgmester Hans Mikkelsen.

### Maj
- 1. maj - Kong Christian 2. ankommer i Veere.

### Juni
- 6. juni - Gustav Vasa bliver valgt til konge af Sverige, hvilket betyder den endelige afslutning på Kalmarunionen.
- 10. juni - Københavns belejring startes af Frederik 1.s hær, da byen ikke vil anerkende ham som Christian 2.s efterfølger.